# Luck of the Draw
Albums de Bonnie Raitt
Nick of Time
(1989) Longing in Their Hearts
(1994)
Luck of the Draw est le onzième album de la chanteuse américaine Bonnie Raitt, il est sorti en 1991. 
Il a été classé deuxième au Billboard en 1991.

## Titres
Compositions de Bonnie Raitt, sauf indication contraire.
1. "Something to Talk About" (Shirley Eikhard) – 3:47
2. "Good Man, Good Woman" (Cecil Womack, Linda Womack) – 3:33
3. "I Can't Make You Love Me" (Mike Reid, Allen Shamblin) – 5:33
4. "Tangled and Dark" – 4:52
5. "Come to Me" – 4:20
6. "No Business" (John Hiatt) – 4:24
7. "One Part Be My Lover" (Michael O'Keefe, Raitt) – 5:06
8. "Not the Only One" (Paul Brady) – 5:03
9. "Papa Come Quick (Jody and Chico)" (Richard Hirsch, Chip Taylor, Billy Vera) – 2:43
10. "Slow Ride" (Bonnie Hayes, Larry McNally, Andre Pessis) – 3:59
11. "Luck of the Draw" (Paul Brady) – 5:17
12. "All at Once" – 5:03

"Good Man, Good Woman" est chanté en duo avec Delbert McClinton.

## Musiciens
- Bonnie Raitt – guitare, piano, chant
- Sweet Pea Atkinson, Sir Harry Bowens, Paul Brady, Glen Clark  – chant
- Curt Bisquera – batterie
- Tony Braunagel – percussions, batterie
- Turner Stephen Bruton – guitare, chant
- Carole Castillo – viole
- Emilio Castillo – saxophone ténor
- Steve Conn – accordéon
- Larry Corbett – violoncelle
- Paulinho Da Costa – conga
- Deborah Dobkin – percussions
- Ernest Ehrhardt – violoncelle
- Ricky Fataar – percussions, batterie
- Robben Ford – guitare
- Rick Gerding – viole
- Mark Goldenberg – guitare
- Martin Goldenberg – guitare
- Pamela Goldsmith – viole
- Steve Grove – saxophone ténor
- John Hiatt – guitare, chant
- Bruce Hornsby – piano, clavier
- James "Hutch" Hutchinson – basse
- Randy Jacobs – guitare
- Dennis Karmazyn – violoncelle
- Kris Kristofferson – chant
- Stephen "Doc" Kupka – saxophone baryton
- David Lasley – chant
- Delbert McClinton – harmonica, chant
- Arnold McCuller – chant
- Ian McLagan – orgue
- Larry John McNally – chant
- Ivan Neville – claviers
- Novi Novog – viole
- Jeff Porcaro – batterie
- Michael Ruff – claviers
- Johnny Lee Schell – guitare, chant
- Aaron Shaw – bagpipes
- Benmont Tench – piano, orgue
- Richard Thompson – guitare
- Lee Thornburg – trompette
- Scott Thurston – guitare, claviers
- Daniel Timms – chant
- Tower of Power – cuivres
- Billy Vera – guitare